# Lijst van computerspellen van The Simpsons
Dit is een lijst van computerspellen die gebaseerd zijn op de Amerikaanse animatieserie The Simpsons

## Achtergrond
De populariteit van The Simpsons, vooral onder kinderen, was de voornaamste motivatie tot het maken van computerspellen rondom de serie. Hoewel de reacties van fans en critici uiteen liepen, waren sommige van de spellen commercieel grote successen. De videospellen bestrijken meerdere genres en systemen.
De spellen waren niet allemaal even succesvol. Sommige kregen zware kritiek voor de slechte graphics of verhaallijn, en voor het feit dat deze spellen eigenlijk gewoon remakes van reeds bestaande spellen waren met de Simpsons in de hoofdrol. Een nieuwere generatie spellen, die startte met The Simpsons: Road Rage (gebaseerd op Crazy Taxi), kreeg minder kritiek te verduren.
Naast de computerspellen zijn er ook twee Simpsons-flipperkasten.

## Lijst van spellen
| Titel                                      | Jaar | Platform(en) |
| ------------------------------------------ | ---- | --- |
| The Simpsons: The Arcade Game              | 1991 | Arcade |
| Bart vs. the World                         | 1991 | NES, Game Boy, Sega Master System, Sega Game Gear                                                                           |
| Bart Simpson's Escape from Camp Deadly     | 1991 | Game Boy |
| Bart vs. the Space Mutants                 | 1991 | ZX Spectrum, Amstrad CPC, Commodore 64, Amiga, Atari ST, NES, Sega Master System, Mega Drive/Genesis, Game Boy en Game Gear |
| Bart's House of Weirdness                  | 1991 | DOS |
| Bart vs. The Juggernauts                   | 1992 | Game Boy |
| Krusty's Fun House                         | 1992 | Amiga, NES, pc, Sega Master System, Game Boy, SNES en Mega Drive/Genesis                                                    |
| Bartman Meets Radioactive Man              | 1992 | NES, Game Gear |
| Bart's Nightmare                           | 1992 | Mega Drive/Genesis, SNES |
| Bart and the Beanstalk                     | 1993 | Game Boy |
| Itchy & Scratchy in Miniature Golf Madness | 1993 | Game Boy |
| Virtual Bart                               | 1994 | SNES, Mega Drive/Genesis |
| The Itchy and Scratchy Game                | 1995 | SNES, Mega Drive/Genesis, Game Gear, Game Boy                                                                               |
| Cartoon Studio                             | 1996 | pc, Mac |
| Virtual Springfield                        | 1997 | pc, Mac |
| Bowling                                    | 2000 | Arcade |
| Night of the Living Treehouse of Horror    | 2001 | Game Boy Color |
| Wrestling                                  | 2001 | PS |
| Road Rage                                  | 2001 | PS2, GameCube, Xbox, Game Boy Advance                                                                                       |
| Skateboarding                              | 2002 | PS2 |
| Hit & Run                                  | 2003 | PS2, GameCube, Xbox, pc |
| The Simpsons Game                          | 2007 | Xbox 360, PS3, PS2, Wii, DS, PSP                                                                                            |
| The Simpsons: Tapped Out                   | 2012 | iOS, Android |